# Stéphane Brizé

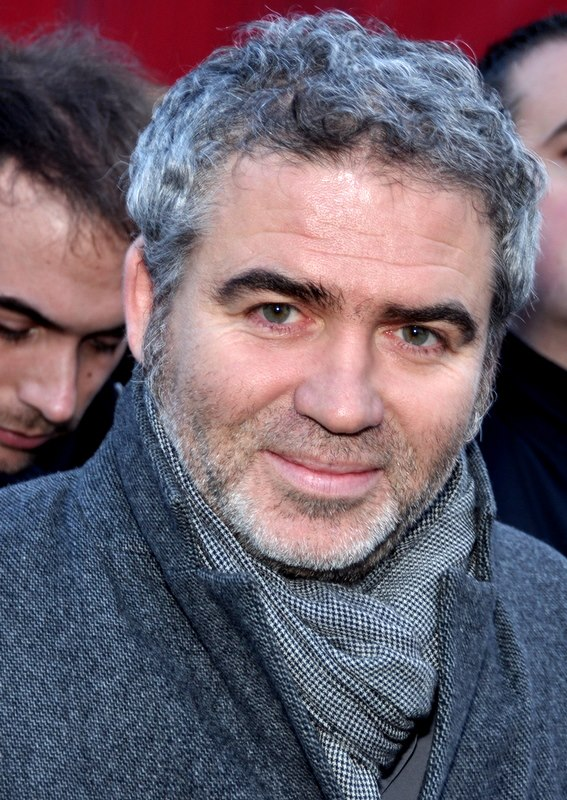
Stéphane Brizé, 2013

Stéphane Franck Brizé (* 18. Oktober 1966 in Rennes) ist ein französischer Schauspieler, Regisseur und Drehbuchautor.

## Leben
Stéphane Brizé, Sohn eines Postboten und einer Hausfrau, studierte Elektronik und war zunächst als Bild- und Tontechniker beim Fernsehen tätig. Nach dem Besuch einer Schauspielschule in Paris strebte er eine Laufbahn beim Theater an. Er entschied sich letztlich für das Medium Film und konnte bereits mit seinem ersten Kurzfilm Bleu dommage aus dem Jahr 1994 einen Preis beim Cognac Festival du Film Policier gewinnen. Für sein Spielfilmdebüt Le bleu des villes, das fünf Jahre später folgte, erhielt er weitere Preise. Unter der Regie von Laurent Bénégui war er 1995 in Hippolytes Fest an der Seite von Stéphane Audran und Michel Aumont in einer Nebenrolle zu sehen. Bei seinen eigenen Filmprojekten arbeitet er häufig mit der Drehbuchautorin Florence Vignon zusammen. Für ihre gemeinsame Adaption eines Romans von Éric Holder unter dem Titel Mademoiselle Chambon – einer Tragikomödie über einen verheirateten Maurer, der sich in eine Lehrerin verliebt – wurden Brizé und Vignon 2010 in der Kategorie Bestes adaptiertes Drehbuch mit dem César ausgezeichnet. Seine Herangehensweise beim Filmemachen beschrieb Brizé im selben Jahr in einem Interview mit der taz: 

„Ich verwende meine Kamera in meinen Filmen eigentlich immer als Lupe, mit der ich bestimmte Momente und Gesten in voller Größe zeige und überhöhe. Bis die Kleinigkeiten, die man im Alltag nicht einmal bemerken würde, so zur Explosion gelangen. Darin liegen meine Höhepunkte, und darin liegt für mich auch die besondere Macht des Kinos.“

Im Jahr 2013 war Brizé für das Filmdrama Der letzte Frühling, in dem Vincent Lindon wie bereits in Mademoiselle Chambon die Hauptrolle spielte, in den Kategorien Bestes Originaldrehbuch und Beste Regie für den César nominiert, unterlag jedoch jeweils Michael Haneke und dessen Film Liebe. 2015 erhielt Brizé für Der Wert des Menschen seine erste Einladung in den Wettbewerb um die Goldene Palme der Internationalen Filmfestspiele von Cannes. Vincent Lindon wurde dort für die Hauptrolle eines Langzeitarbeitslosen mit dem Darstellerpreis ausgezeichnet.
Mit Ein Leben (2016) verfilmte Brizé daraufhin den gleichnamigen Roman von Guy de Maupassant über das desillusionierende Leben einer jungen Adeligen während des 19. Jahrhunderts, der bereits unter dem Titel Ein Frauenleben (1958) verfilmt worden war. Brizés Adaption, für die er erneut mit Florence Vignon auch das Drehbuch schrieb, nahm am Wettbewerb um den Goldenen Löwen bei den Internationalen Filmfestspielen von Venedig teil und wurde mit dem Louis-Delluc-Preis prämiert. Mit dem Arbeiterdrama Streik, das wie Der Wert des Menschen im Wettbewerb um die Goldene Palme in Cannes lief, folgte 2018 eine weitere Zusammenarbeit Brizés mit dem Schauspieler Vincent Lindon.
Im Jahr 2021 erhielt er für das Drama Another World seine zweite Einladung in den Wettbewerb der Filmfestspiele von Venedig. Dabei kam es zur fünften Zusammenarbeit mit Lindon. Zwei Jahre später erhielt er für das Melodram Zwischen uns das Leben (2023) eine weitere Einladung an den Lido.
Im Jahr 2025 wurde Brizé in die Wettbewerbsjury der 82. Filmfestspiele von Venedig berufen.

## Filmografie (Auswahl)
Als Darsteller
- 1993: Bleu dommage (Kurzfilm)

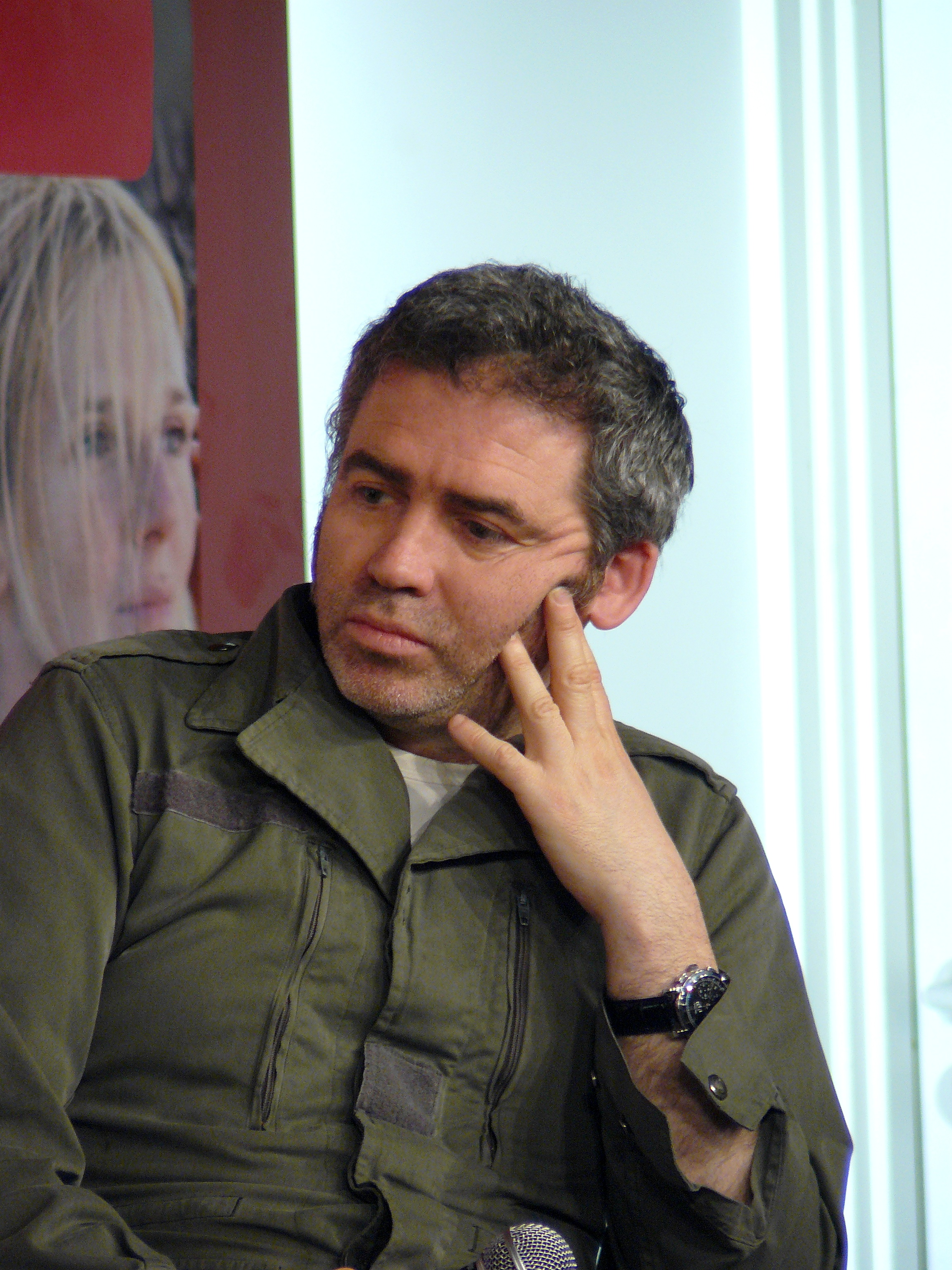
Stéphane Brizé, 2010

- 1995: Ada sait pas dire non (Kurzfilm)
- 1995: Hippolytes Fest (Au petit Marguery)
- 1999: Nos vies heureuses
- 2008: The Protocol – Jeder Tod hat seinen Preis (Le nouveau protocole)

Als Regisseur und Drehbuchautor
- 1993: Bleu dommage (Kurzfilm)
- 1996: L’œil qui traîne (Kurzfilm)
- 1999: Le bleu des villes
- 2005: Man muss mich nicht lieben (Je ne suis pas là pour être aimé)
- 2006: Seitensprünge (Entre adultes)
- 2009: Mademoiselle Chambon
- 2012: Der letzte Frühling (Quelques heures de printemps)
- 2015: Der Wert des Menschen (La loi du marché)
- 2016: Ein Leben (Une Vie)
- 2018: Streik (En guerre)
- 2021: Another World (Un autre monde)
- 2023: Zwischen uns das Leben (Hors-saison)

## Auszeichnungen (Auswahl)

### César
Gewonnen:
- 2010: Bestes adaptiertes Drehbuch (zusammen mit Florence Vignon) für Mademoiselle Chambon

Nominiert:
- 2013: Bestes Originaldrehbuch (zusammen mit Florence Vignon) für Der letzte Frühling
- 2013: Beste Regie für Der letzte Frühling
- 2016: Bester Film für Der Wert des Menschen
- 2016: Beste Regie für Der Wert des Menschen

### Weitere
- 1994: Preis für den Besten Kurzfilm beim Cognac Festival du Film Policier für Bleu dommage
- 1999: Preis für den Besten französischen Debütfilm beim Deauville Filmfestival zusammen mit Florence Vignon für Le bleu des villes
- 1999: Nominierung für die Caméra d’Or bei den Internationalen Filmfestspielen von Cannes für Le bleu des villes
- 2005: CEC-Preis und eine Nominierung für die Goldene Muschel beim Festival Internacional de Cine de Donostia-San Sebastián für Man muss mich nicht lieben
- 2006: Spezialpreis der Jury beim Verona Love Screens Film Festival für Man muss mich nicht lieben
- 2010: FIPRESCI-Preis beim International Istanbul Film Festival für Mademoiselle Chambon
- 2015: Publikumspreis bei Brussels European Film Festival für Der Wert des Menschen
- 2015: Nominierung für den Astor de Oro beim Festival Internacional de Cine de Mar del Plata für Der Wert des Menschen
- 2015: Nominierung für die Goldene Palme bei den Internationalen Filmfestspielen von Cannes für Der Wert des Menschen
- 2016: Louis-Delluc-Preis in der Kategorie Bester Film für Ein Leben
- 2016: FIPRESCI-Preis und Nominierung für den Goldenen Löwen bei den Internationalen Filmfestspielen von Venedig für Ein Leben
- 2017: Zwei Nominierungen für die Prix Lumières in den Kategorien Bester Film und Beste Regie für Ein Leben
- 2018: Nominierung für die Goldene Palme bei den Internationalen Filmfestspielen von Cannes für Streik
- 2018: Silberner Hugo für das Beste Drehbuch zusammen mit Olivier Gorce und Nominierung für den Goldenen Hugo beim Chicago International Film Festival für Streik